# Protaetia afghana
Protaetia afghana är en skalbaggsart som beskrevs av Rudolph Petrovitz 1955. Protaetia afghana ingår i släktet Protaetia och familjen Cetoniidae. Inga underarter finns listade i Catalogue of Life.